# قانون حمایت از اشتغال (سوئد)
قانون حمایت از استخدام، (سوئدی: Lagen om anställningsskydd که اغلب به اختصار LAS نامیده می‌شود) یک مقررات بازار کار در سوئد است. قانون فعلی در سال ۱۰۸۲ به تصویب رسید و وارد قانون اساسنامه شد، سپس از سال ۱۹۷۴ جایگزین قانون قبلی حمایت از استخدام شد. این قانون حفاظت وسیعی را برای کارکنان در برابر خاتمه فراهم می‌کند و برخی از قراردادهای کاری را تنظیم می‌نماید. مقررات بازار کار سوئد به‌طور کلی به شدت بر چانه زنی جمعی بین اتحادیه‌های کارگری و سازمان‌های کارفرمایان متکی است.